# Phoebetria palpebrata

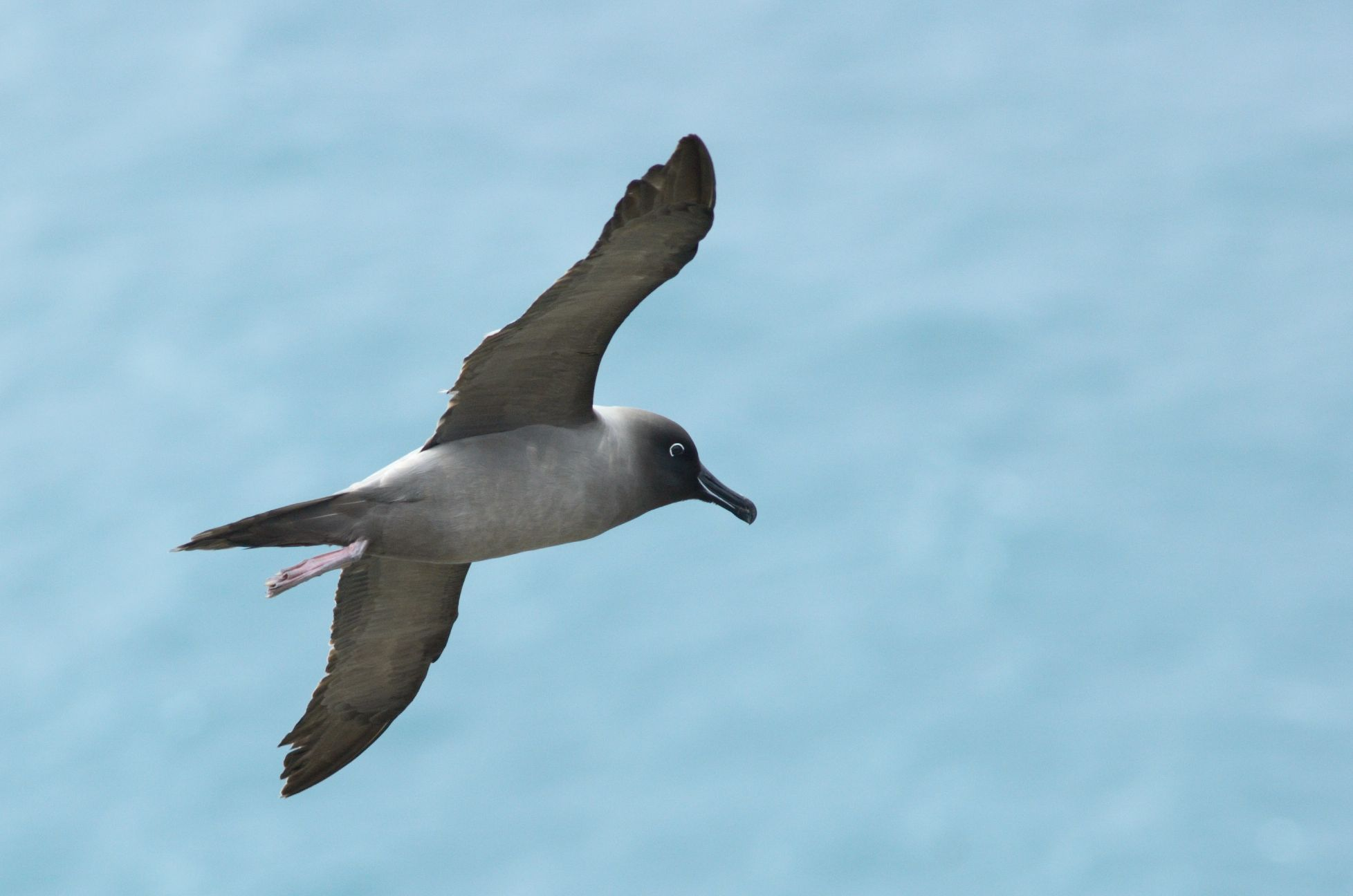
En vuelo

El albatros tiznado (Phoebetria palpebrata) es una especie de ave procelariforme de la familia Diomedeidae. Su distribución es circumpolar, y cría en islas subantárticas. Su población mundial se estima entre 19 000 y 24 000 parejas.

## Descripción
Mide 80 cm y pesa 2,75 kg. Se caracteriza por su plumaje marrón negruzco en cabeza, garganta y alas; su dorso y obispillo son de un gris pálido y sus partes inferiores son de color marrón y gris pálidos. Su pico es largo y fino; y a lo largo de la mandíbula inferior tiene una línea azul. Sus patas son de color gris-carne pálido.

## Comportamiento
Se alimenta principalmente de calamares y kril, también de peces y carroña. Suele alimentarse de manera solitaria, aunque a veces lo hace en pequeños grupos.
Son reproductores bianuales, pero si la cría se ve frustrada lo intentarán al año siguiente. Su cortejo es bastante elaborado e incluye reclamos y golpeteos con los picos. Crían solitariamente o en pequeñas colonias. Ponen un único huevo entre octubre y noviembre. Éste es de color blanco con un moteado marrón rojizo en la punta, que mide 102 x 65 mm y pesa 233 g. El nido es una copa poco profunda revestida de vegetación. La incubación dura 67 días y es compartida por ambos padres. El pollo comienza a volar y se emancipa hacia los 141 días. Comienzan a criar cuando tienen alrededor de 12 años. Su esperanza de vida es de unos 30 años.